# ۹۱۷ (خورشیدی)
۹۱۷ نهصد و هفدهمین سال هجری خورشیدی است.

## رویدادها
- وقوع جنگ شروان و تصرف شروان به دست شاه تهماسب یکم. بر اثر این جنگ سلسله طولانی‌مدت شروانشاهان فروپاشید و القاس میرزا به فرمانروایی این ناحیه منصوب شد. (برابر ۹۴۵ ق.)